# Jean-Jacques Waltz

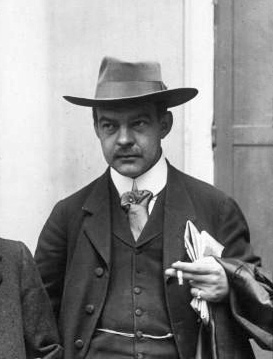
Jean-Jacques Waltz in 1914

Jean-Jacques Waltz (Colmar, 23 februari 1873 – aldaar, 10 juni 1951) in Frankrijk bekender als Hansi of oom Hansi was een Frans-Elzassisch  tekenaar en schrijver. Hij was een fervent pro-Frans activist en dat bracht hem, in de tijd dat de Elzas bij Duitsland hoorde, verscheidene malen in problemen met de Duitse autoriteiten. Waltz was beroemd om zijn satirische tekeningen en dito verhalen over de Duitse militaire en intellectuele elite.

## Biografie
Jean-Jacques Waltz was in 1873 geboren in Colmar in de Elzas, twee jaar na de annexatie van het gebied door het Duitse Keizerrijk na de Frans-Duitse Oorlog. Hij werkte als artiest voor de plaatselijke textielindustrie, illustreerde ansichtkaarten en boeken en begon in 1908 met het publiceren van eigen satirisch werk onder de schuilnaam 'Hansi'. Hij maakte vooral de Duitse toeristen belachelijk die de Elzas bezochten. 

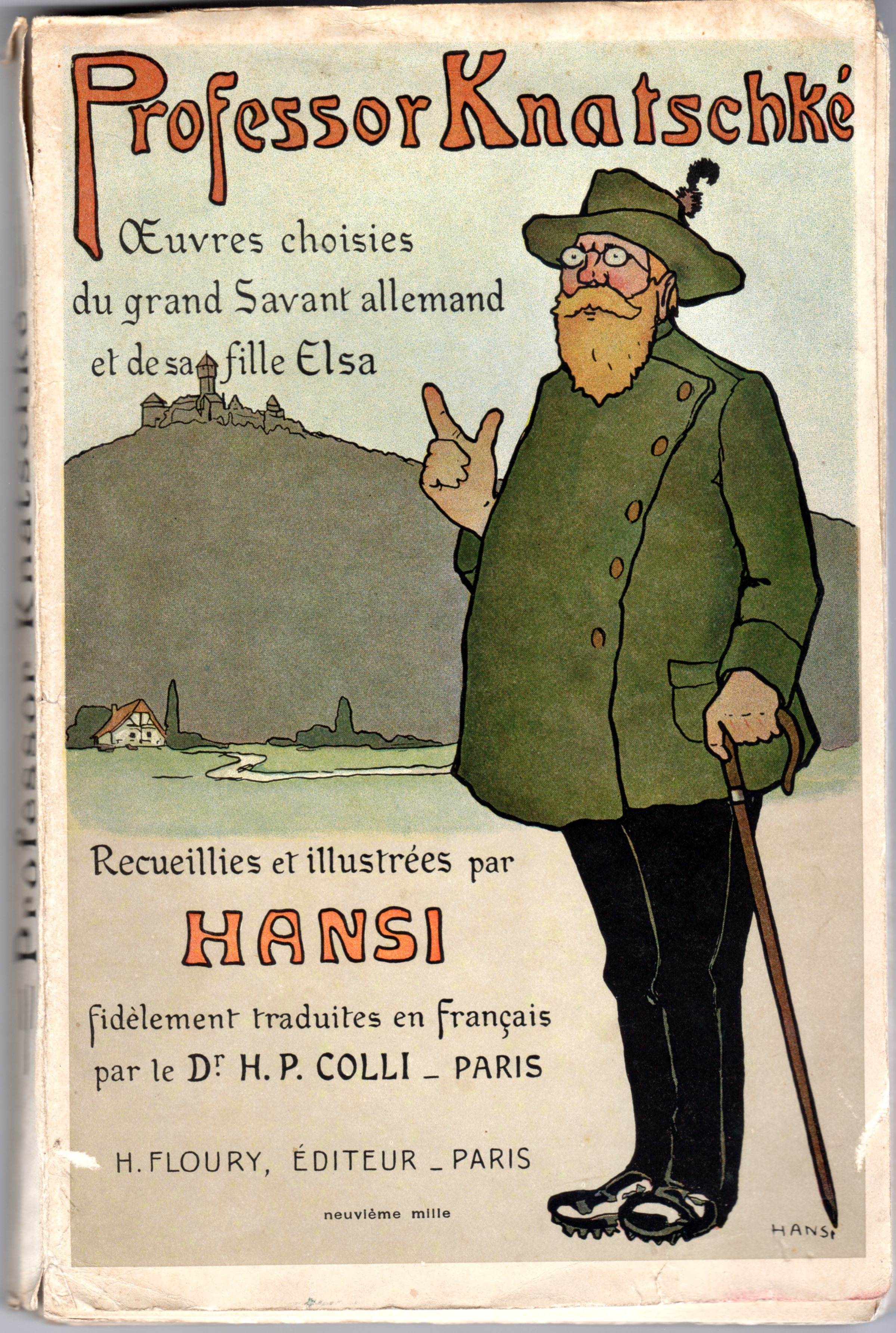
Professor Knatschke

Hansi vestigde zijn naam definitief in 1912 met de persiflage Professor Knatschke dat de draak stak met het Duitse intellectuele milieu. De Duitsers konden dit werk niet echt waarderen maar het werd in Frankrijk onmiddellijk een bestseller. Hansi werd een paar keer tot geldboetes veroordeeld wegens laster en smaad van de Duitse staat en in 1914 zelfs veroordeeld tot de gevangenis maar ontsnapte naar Frankrijk net voor de Eerste Wereldoorlog uitbrak en werkte gedurende deze oorlog voor het Franse leger als vertaler. De Elzas was tussen 1918 en 1940 weer Frans gebied maar in de Tweede Wereldoorlog werd het  weer geannexeerd door de Duitsers. De nazi's wilden Hansi ook arresteren voor zijn 'verraad' van 1914 en deze vluchtte naar Vichy-Frankrijk. Daar werd hij door de Gestapo gevonden, in elkaar geslagen en voor dood achter gelaten. Hansi was zwaargewond door deze mishandeling maar wist toch naar Zwitserland te ontkomen. Na de oorlog keerde hij terug naar Elzas-Lotharingen maar zijn gezondheid was verzwakt door de aanslag en hij overleed uiteindelijk aan de gevolgen hiervan in 1951.
Hansi is tegenwoordig een prominent vertegenwoordiger van Elzassische folklore. Zijn originele boeken, uitgegeven in enkele kleine oplagen van een paar duizend stuks, zijn zeer gezocht door verzamelaars. Tekeningen van Hansi zijn in Frankrijk vaak gebruikt om alledaagse voorwerpen te decoreren.

## Werk
- Professor Knatschke

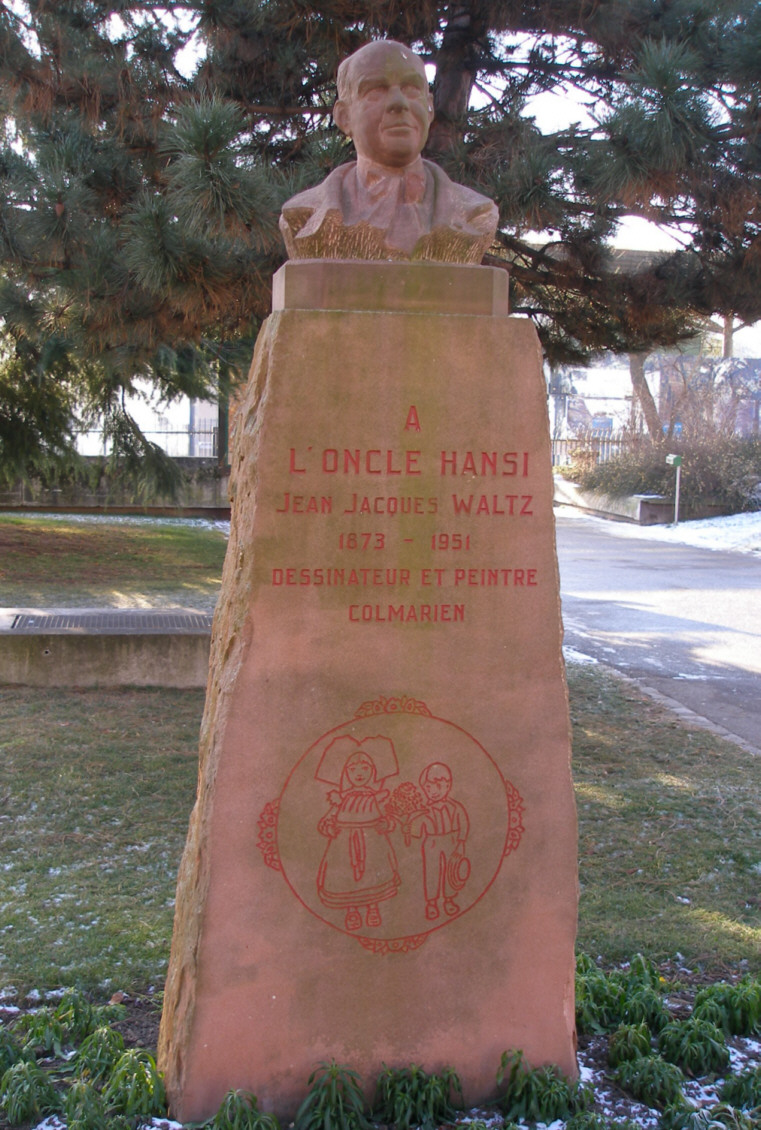
Herinneringsmonument voor 'oom Hansi' in Colmar

- Le voyage d'Erika en Alsace Française
- L'Histoire d'Alsace Racontée aux Petits Enfants d'Alsace et de France par l'Oncle Hansi
- Mon Village , ceux qui n'oublient pas
- L' Alsace Heureuse
- Le Paradis Tricolore
- A travers les lignes ennemies
- L'Alsace'
- Colmar en France
- Colmar , guide illustré des champs de bataille
- Les clochers dans les Vignes
- Au pied de la Montagne Ste Odile
- La fresque de Geispolsheim et autres balivernes
- La merveilleuse Histoire du bon Saint Florentin
- Les armes des villes et des communes 80 documents héraldiques dessinés et commentés par JJ Waltz
- Les armes des tribus et des corporations et emblèmes des artisans
- Les armes des nobles et des bourgeois
- Souvenir d'un annexé récalcitrant

## Franse eerbewijzen
- Commandeur van het Légion d'Honneur
- Croix de Guerre 1914-1918
- Croix de guerre  1939-1945